# 秦泮
秦泮（1492年—1532年），字思鲁，号小山，直隸常州府無錫縣（今江蘇省無錫市）人，明朝詩人。

## 生平
由官學生中式正德十四年（1519年）己卯科顺天乡试舉人。曾任南京后军都督府经历。
工詩，著有《小山吟稿》。

## 家族
父秦金尚書；秦泮为長子。弟秦汴，字思宋，號次山，嘉靖十三年甲午順天舉人，官至雲南姚安府知府。